# هاتساوان، کوتایک
هاتساوان، کوتایک (به ارمنی: Հացավան) یک شهرک در ارمنستان است که در استان کوتایک واقع شده‌است. هاتساوان در ۵۸ کیلومتری جنوب غرب هرازدان، مرکز استان کوتایک واقع شده‌است.

## خصوصیات
هاتساوان ۵۶۳ نفر جمعیت دارد و در ارتفاع 1400 متر بالاتر از سطح دریا قرار گرفته‌است.
| سال   | ۱۸۷۳ | ۱۸۹۷ | ۱۹۲۶ | ۱۹۳۹ | ۱۹۵۹ | ۱۹۷۰ | ۱۹۷۹ | ۲۰۰۱ | ۲۰۰۴ |
| جمعیت | ۵۹   | ۲۶۱  | ۲۹۱  | ۵۴۰  | ۴۷۲  | ۴۹۴  | ۴۵۱  | ۵۶۳  | ۶۳۵  |